# Saint-Didier-sur-Doulon
 Saint-Didier-sur-Doulon  es una población y comuna francesa, situada en la región de Auvernia, departamento de Alto Loira, en el distrito de Brioude y cantón de Paulhaguet.

## Demografía
| 501 | 405 | 339 | 319 | 274 | 222 |
| Para los censos de 1962 a 1999 la población legal corresponde a la población sin duplicidades (Fuente: INSEE [Consultar]) |     |     |     |     |     |